# Palazzo Corner Mocenigo

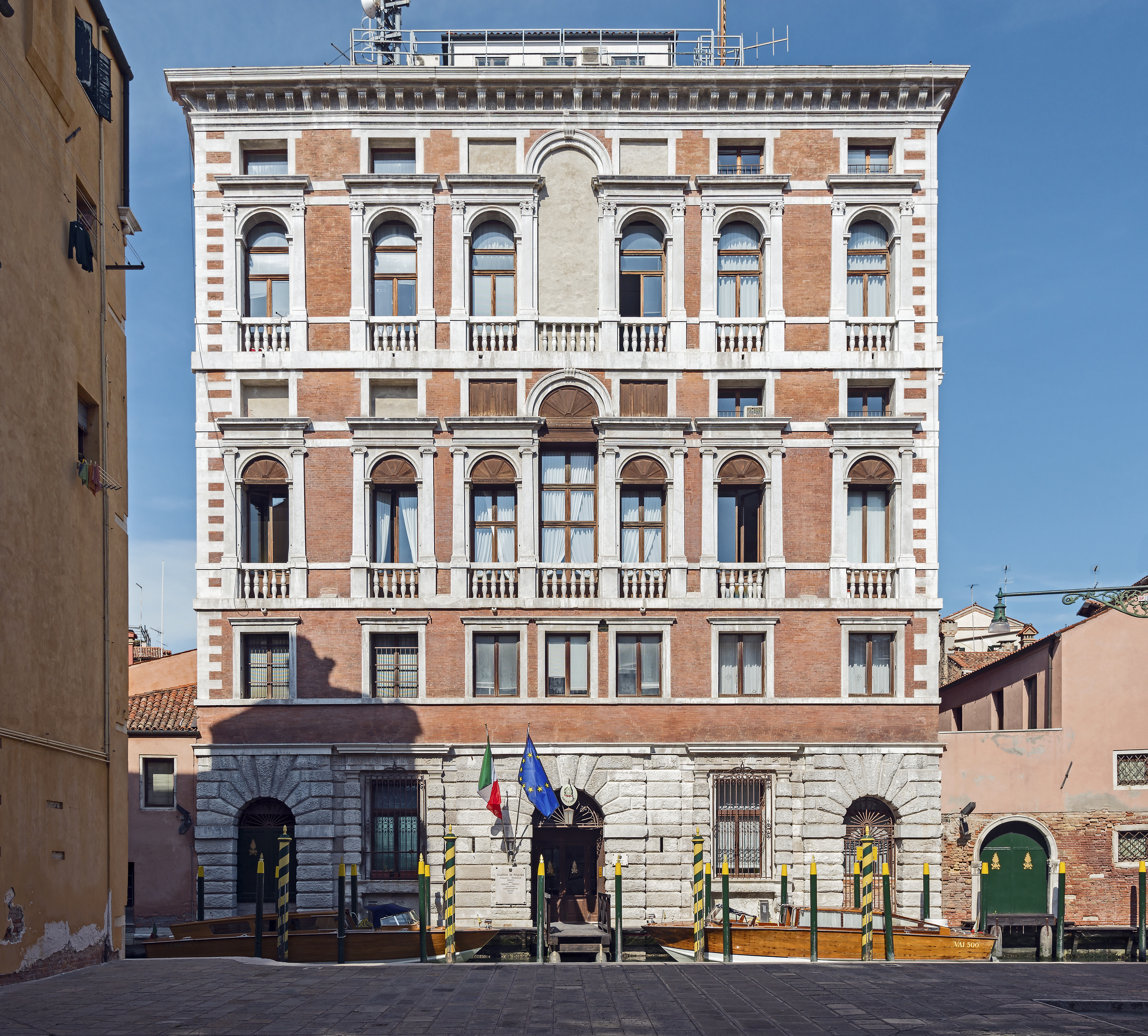
Fassade zum Rio San Polo

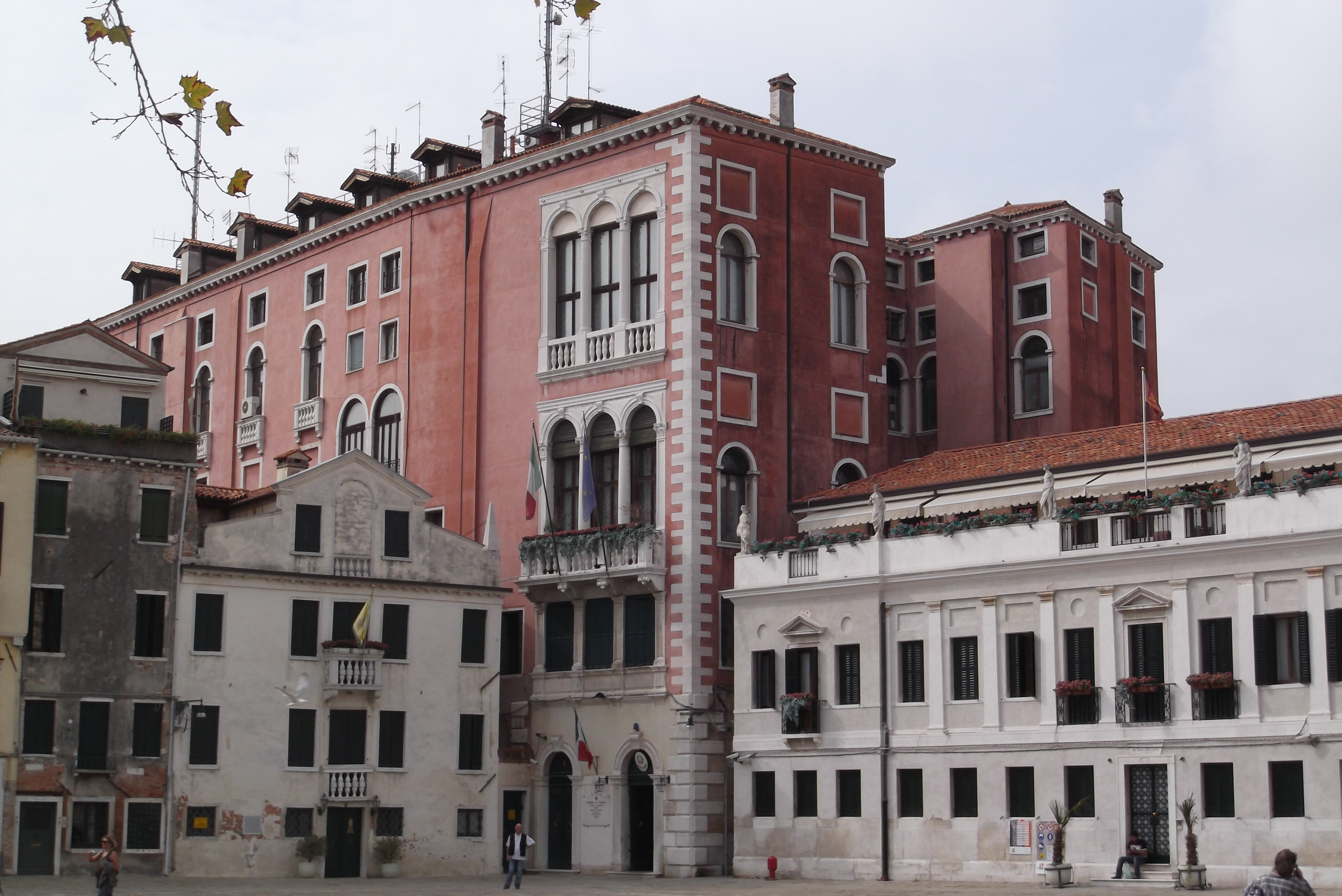
Seitenfassade zum Campo San Polo und zur Calle de Ca Corner

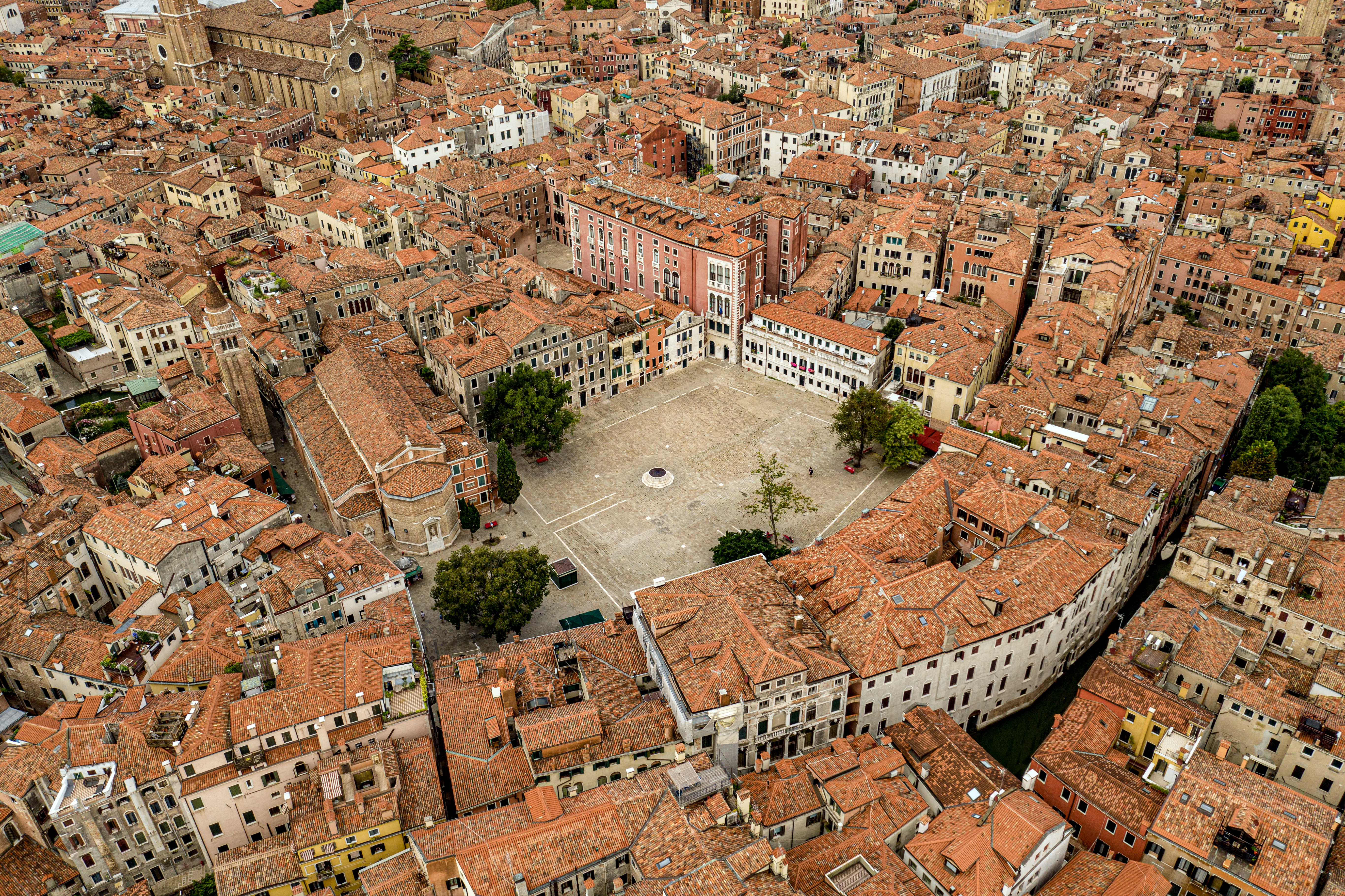
Luftbild des Campo San Polo

Der Palazzo Corner Mocenigo ist ein Palast in Venedig. Er erhebt sich im Sestiere San Polo im nordwestlichen Winkel des Campo San Polo (San Polo 2128/A), auf den die rechte Seitenfassade und die rückwärtige Fassade gerichtet sind, und erstreckt sich von dort bis zum Rio San Polo, auf den die Hauptfassade blickt.

## Geschichte
Der Palast wurde für Giovanni Corner auf den Resten eines Palastes aus dem 14. Jahrhundert errichtet, der 1535 durch einen Brand zerstört worden war. Das Wohnhaus kam nacheinander in den Besitz des Giacomo II. da Carrara, dann des Condottiere Jacopo dal Verme und schließlich an Francesco I. Sforza. Letzterer überließ es 1460 der Familie Corner im Tausch gegen die Ca’ del Duca. Es war sechs Jahrhunderte lang die Wohnstatt des sogenannten „San-Polo-in-campo-Zweiges“. Der Architekt, der gerufen wurde, um dem Gebäude seine Form zu verleihen, war Michele Sanmicheli.
Vom Familienzweig des Giorgio Corner (Bruder der Caterina Corner, Königin von Zypern und Armenien von 1474 bis 1489) stammt Laura Corner ab (letzte Vertreterin dieses Zweiges), die 1787 Alvise Mocenigo heiratete.
Nach dem Tod Lauras am 28. Mai 1846 wurde der Palast an Finanzbehörden vermietet. Im Jahr 1876 verkaufte Alvise IV. Mocenigo den Palast, der von den neuen Eigentümern weiterhin vermietet wurde und unter anderem ein Kunstinstitut und eine Klinik beherbergte. Ab 1916 mietete der Staat das Gebäude und brachte dort eine Kommandobehörde der Guardia di Finanza unter. Der italienische Staat erwarb den bis heute vom Regionalkommando Venetien der Finanzpolizei genutzten Palast am 7. Dezember 1953.

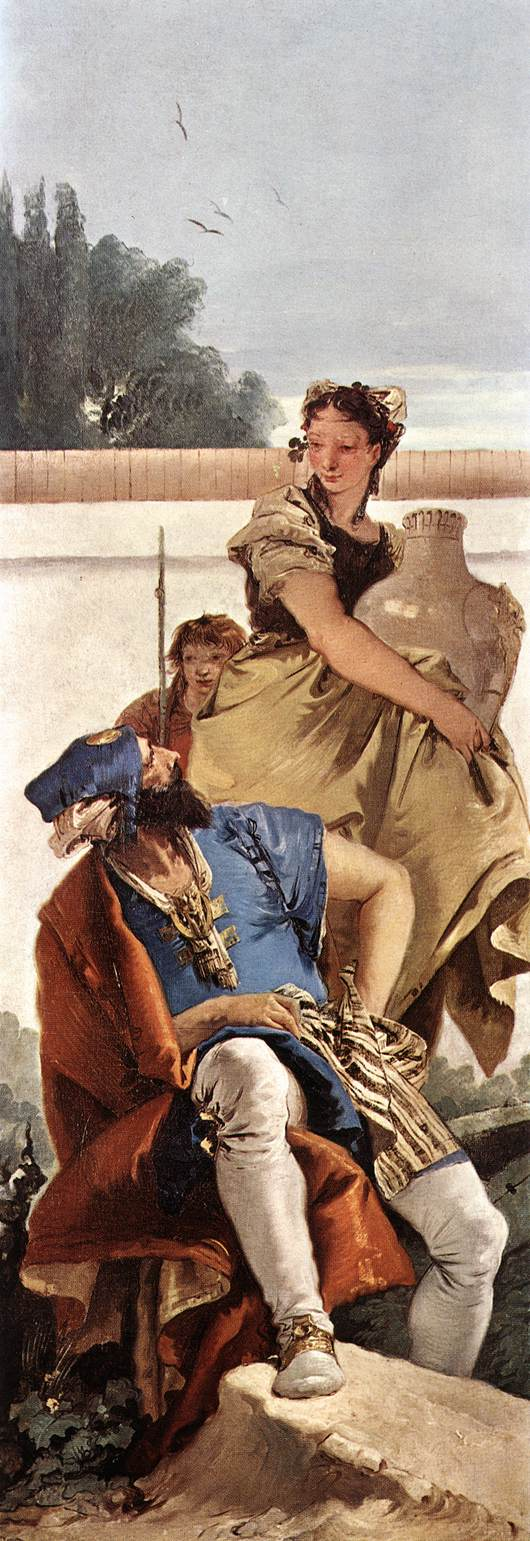
Giovanni Battista Tiepolo: Adrasto assiso ai piedi d’Armida (deutsch: Adrasto, sitzend zu Füßen der Armida), National Gallery, London

Der Palast war für seinen außerordentlichen Reichtum der Verzierungen und seine Kunstsammlungen bekannt, die von Antonello da Messina über Giovanni Bellini bis Pietro da Cortona reichten, als im 18. Jahrhundert ein letztes Programm zur Ausschmückung des zweiten Hauptgeschosses durchgeführt wurde, mit dem Giovanni Battista Tiepolo und daneben auch Gerolamo Mengozzi-Colonna und der Bildhauer Antonio Gai betraut wurden.
Fast alle Kunstwerke sind inzwischen verstreut, mit Ausnahme einiger quadratischer Fresken von Mengozzi-Colonna und einem Amor von Tiepolo unter der Decke eines kleinen Bereiches für die Dienerschaft. Einige Werke von Tiepolo, wie die vier Gemälde mit den Personen aus dem „befreiten Jerusalem“ von Tasso, die Medaillons mit vergoldetem Monochromen der Kardinaltugenden und das Deckengemälde „Hochzeitslallegorie der Familie Corner“ aus dem „neuen“ Ankleideraum, finden sich in der National Gallery in London. Von den Medaillons befinden sich zwei im Rijksmuseum und eines im Metropolitan Museum of Art (das vierte ist verloren), während sich das Deckengemälde in der National Gallery of Australia befindet. Einige Fresken Tiepolos, wie die „Apotheose des Herkules“ und „Justizia und Frieden“, wurden zerstört und 1893 auf Leinwand reproduziert. Sie befinden sich im Musée Jacquemart-André.

## Beschreibung
Der Palast wurde zwar bewundert, aber eher wenig nachgeahmt (wenn nicht in bestimmten Lösungen), vielleicht wegen seiner auffälligen Robustheit, die nicht für die Lagunenumgebung geeignet schien, so sehr, dass Antonio Diedo ihn genau aus diesen Gründen in seinen „Fabbriche di Venezia“ dem Palazzo Farnese in Rom und dem in Capararola gegenüberstellte.
Das Gebäude erscheint mit Ausnahme der teilweisen Vermauerung des venezianischen Fensters im obersten Stockwerk äußerlich unversehrt. An der Fassade zum Wasser hin erscheint das Verhältnis von der Basis zur Höhe wegen des Platzmangels ungewöhnlich; stattdessen erstreckt sich das Gebäude in die Tiefe und die sehr langen „Porteghi“. Der Bau hat dank der zwischen den beiden Hauptgeschossen verteilten beiden Mezzaningeschosse unüblicherweise sechs Stockwerke; nur das erste Mezzaningeschoss ist scharf vom Erdgeschoss getrennt, was man deutlich an dem Bossenwerk der Fassade sehen kann. Zusätzlich zu den sechs Stockwerken gibt es unter dem weitläufigen Dach ein Dachgeschoss, das schon Anfang des 18. Jahrhunderts da war (wie man auf einer Kupferstich von Luca Carlevarijs sehen kann) und daher von geringer Bedeutung ist.
Die Fassade, die von dem Bossenwerk im Erdgeschoss ab eine überlappende Ordnung nach klassischen Vorschriften zeigt, wirkt in dekorativer Hinsicht eher trocken. Bei der Gestaltung der niedrigen Pilaster wirken die markanten Balken über den Fenstern als Gegensatz, der sich in der Mitte der ungewöhnlichen venezianischen Fenster der unteren, bogenbewehrten Seitenöffnungen wiederholt. Die Baluster der Balkone springen nicht hervor, wie es damals üblich war. Die entschiedene Abfolge der Ecksteine ist dagegen klar. Auf den Seiten erscheint nur der Teil auf den Campo San Polo hinaus mehr verziert, also der Eingang von der Landseite her, gekennzeichnet durch überlappende Dreifachfenster und die Wiederholung des Bossenwerkes und des Motives der Randsteine.